# Dasineura ribis
Dasineura ribis är en tvåvingeart som först beskrevs av Barnes 1940.  Dasineura ribis ingår i släktet Dasineura och familjen gallmyggor. Inga underarter finns listade i Catalogue of Life.